# Elihan Tore

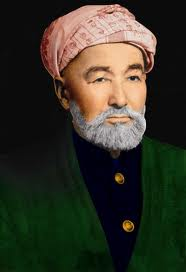
Alikhan Tora

Elihan Tore Saghuniy (ʿAli Khan Türe, Alihan Tore Shakirjan Khoja ogli, uigurisch ئەلىخان تۆرە, chinesisch 艾力汗·吐烈, Pinyin Àilìhàn·Tǔliè, Алихан тюре, * 21. März 1884; † 28. Februar 1976) war Präsident der Zweiten Ost-Turkestanischen Republik.

## Lebenslauf
Elihan Tore wurde in Tokmok (früher: Balasagun), Kirgisistan geboren. 1920 floh er vor der kommunistischen Eroberung nach Kashgar in Xinjiang, China.
Im April 1944 gründete Elihan Tore zusammen mit Abdulkerim Abbas und zehn anderen eine Befreiungsorganisation in Ghulja (Yining) um Xinjiang von den Chinesischen Nationalisten (中華民國國民政府) zu befreien. Am 11. November 1944 starteten sie die Ili-Rebellion mit Unterstützung der Sowjetunion.
Elihan Tore wurde am 12. November 1944 in Ghulja zum Präsidenten der Zweiten Ost-Turkestanischen Republik (ETR) gewählt, einen Tag nach dem Sieg der Revolte. Er bekleidete den Rang eines Marschalls der National-Armee von Ili, die am 8. April 1945 geschaffen wurde.
Elihan Tore war der einzige Führer in Leitungskreisen der ETR, der sich dem Befehl Joseph Stalins widersetzte, die Offensive der National-Armee von Ili auf Urumchi zu stoppen und Verhandlungen mit der Kuomintang aufzunehmen. Die Rebellen-Armee stand zu diesem Zeitpunkt vor dem endgültigen Sieg über die chinesischen Nationalisten in Xinjiang (Ost-Turkestan). Acht Monate dauerten die schwierigen Verhandlungen unter Mediation der Soviets. Generalissimo Chiang Kai-shek bot an, die „Xinjiang-Krise“ friedlich beizulegen. Am 12. Juni 1946, sechs Tage nach der Unterzeichnung des „Friedensvertrags“ zwischen den Repräsentanten der ETR und der Kuomintang, wurde er vom KGB gewaltsam in die UdSSR verschleppt und dort festgehalten. Den Rest seines Lebens verbrachte er unter Hausarrest in Taschkent, wo er sein Buch Türkistan kaygısı (Turkestans Tragödie) über Xinjiang verfasste.

## Werke
- Türkistan kaygısı, Taschkent, Usbekistan, East Publishing House, 2003
- Tarihiy Muhammadiy, Taschkent, Usbekistan, Publisher: Kutlukkhan Shakirov
- Drifter Saghuniy